# Ich bin ein Atomspion
Ich bin ein Atomspion (Originaltitel: The Thief) ist ein US-amerikanischer Kriminalfilm des Regisseurs Russell Rouse aus dem Jahr 1952. Der Film gilt als Unikat, denn in ihm gibt es keinen einzigen Dialog. Die Erstaufführung in Deutschland fand 1953 statt.

## Handlung
Der Physiker Dr. Allan Fields arbeitet für die amerikanische Atombehörde. Gleichzeitig ist Fields ein Spion für eine ausländische Macht. Gut durchorganisiert und geplant, kann Fields geheime Fotos seiner Top-Secret-Arbeit machen und sie durch ein Spionagenetzwerk in New York an das feindliche Ausland schmuggeln. Nachdem im Central Park der Kurier bei einem Verkehrsunfall getötet wird, finden die Behörden den Behälter mit den geheimen Mikrofilmen und Dokumenten.
Fields gerät unter Spionageverdacht, das FBI ermittelt. Zunehmend panisch, von Angst und Zweifeln verunsichert, versteckt sich Fields in einem billigen Hotel und wartet auf telefonische Instruktionen. Er wird zum Empire State Building beordert. Seine Kontaktfrau wird auf dem Weg dorthin von einem FBI-Agenten beschattet. Auf der Aussichtsplattform trifft Fields seine Kontaktfrau. Sie übermittelt ihm Reisepapiere für eine Schiffsausreise. Der FBI-Mann beobachtet die Übergabe, erkennt, dass Fields der Empfänger ist, und verfolgt ihn durch das Treppenhaus bis zur Spitze des Gebäudes. Ausweglos in der obersten Plattform angelangt, kommt es zu einer Auseinandersetzung mit dem FBI-Agenten, bei der dieser, von Fields getreten, von einer Leiter tödlich abstürzt. Fields entkommt. In sein Hotelzimmer zurückgekehrt wird Fields von immer quälenderen Alpträumen und Gewissensbissen gepeinigt, begibt sich zwar zum rettenden Schiff und dessen Gangway, kehrt aber um, begibt sich durch das nächtliche New York zum Gebäude des FBI und stellt sich.

## Kritiken
„Ein letztlich zum Scheitern verurteilter Versuch, einen Film ohne jeglichen Dialog zu drehen, ausschließlich mit Geräuschen und Musik. Blutleerer, umständlicher Spionagefilm mit verkrampft agierenden Schauspielern.“

## Auszeichnungen
1953:
- Oscarnominierung in der Kategorie Beste Filmmusik – Herschel Burke Gilbert
- Golden-Globe-Nominierung in den Kategorien Bester Film – Drama, Bester Hauptdarsteller – Drama (Ray Milland), Beste Kamera s/w (Sam Leavitt), Bestes Filmdrehbuch (Clarence Greene und Russell Rouse), Beste Nachwuchsdarstellerin (Rita Gam)

## Hintergrund
- Russell Rouse, 1960 zusammen mit Clarence Greene oscarprämiert für sein Drehbuch zum Film Bettgeflüster, ließ die komplette Geräuschkulisse synchronisieren, damit kein einziges Wort im Film zu hören ist.
- An der Seite von Oscarpreisträger Ray Milland (1946 geehrt) ist Rita Gam in ihrer ersten Rolle in einem Kinofilm zu sehen.
- Kameramann Sam Leavitt kam später zu Oscar-Ehren (1959)
- Martin Gabel wird im Abspann falsch buchstabiert ("Gable") aufgeführt.